# هارای تسوریکومی آشی
هارای تسوریکومی آشی (به ژاپنی: 払釣込足)-(به انگلیسی: Harai tsurikomi ashi) یکی از فنون و تکنیک‌های دستهٔ ناگه-وازا رشتهٔ ورزشی جودو است که در زیردستهٔ آشی-وازا دسته‌بندی می‌شود.